# Zahra Rahnavard
Zahra Rahnavard (em persa: زهرا رهنورد; nascida Zohreh Kazemi; 31 de Outubro de 1945), é uma artista e política iraniana. Rahnavard é casada com Mir-Hossein Mousavi, ex-Primeiro-ministro do Irã, e tem três filhas: Kokab, Narges e Zahra. Ela e Mousavi se casaram em 18 de setembro de 1969.